# Proteostrenia atrata
Proteostrenia atrata là một loài bướm đêm trong họ Geometridae.